# Luke Newton
Luke Paul Anthony Newton, nato Atkinson (Worthing, 5 febbraio 1993), è un attore britannico.

## Biografia
Luke Newton è nato a Worthing e cresciuto a Shoreham-by-Sea. Ha studiato al Greater Brighton Metropolitan College e alla BRIT School, per poi studiare recitazione alla London School of Musical Theatre.
Ha fatto il suo esordio sul piccolo schermo nel 2010 nella serie televisiva The Cut, a cui sono seguiti ruoli minori in Mr Selfridge e Doctors. Nel 2013 intanto ha fatto il suo debutto sulle scene del West End nel musical The Book of Mormon, in cui era il sostituto del protagonista Elder Price. Tra il 2016 e il 2017 ha interpretato la parte principale di Ben Evans nella serie televisiva The Lodge, mentre dal 2020 interpreta nella serie di Netflix Bridgerton il personaggio di Colin, ruolo di crescente importanza nel corso del telefilm.

## Filmografia

### Cinema
- Twist and Pulse's Halloween Thriller, regia di Chris Brooker - cortometraggio (2014)
- Youth in Bed, regia di Edward Zorab - cortometraggio (2019)
- The Shape of Things, regia di Nicky Allpress (2023)

### Televisione
- The Cut - serie TV, 11 episodi (2010)
- Sadie J - serie TV, 1 episodio (2011)
- Mr Selfridge - serie TV, 1 episodio (2013)
- Doctors - serie TV, 2 episodi (2014)
- The Lodge - serie TV, 25 episodi (2016-2017)
- Lake Placid: Legacy, regia di Darrell Roodt - film TV (2018)
- Bridgerton - serie TV, 9 episodi (2020-in corso)

## Teatro
- The Book of Mormon, libretto e colonna sonora di Trey Parker, Robert Lopez e Matt Stone, regia di Casey Nicholaw e Trey Parker. Prince of Wales Theatre di Londra (2013)
- The Shape of Things di Neil LaBute, regia di Nicky Allpress. Park Theatre di Londra (2023)

## Doppiatori italiani
Nelle versioni in italiano delle opere in cui ha recitato, Luke Newton è stato doppiato da:
- Matteo Liofredi in The Lodge,  Lake Placid Legacy
- Federico Campaiola in Bridgerton